# Wijkteam
Een wijkteam is een professioneel team dat als bedieningsgebied een wijk heeft. Zo zijn er ook buurtteams, die dus een kleiner bedieningsgebied hebben. Dergelijke teams komen voor in de welzijnssector en bij de politie.

## Welzijn
Binnen de welzijnssector bestaat het sociaal wijkteam uit personen uit diverse geledingen waarbij iedereen generalist is en dus thuis is in elkaars vakgebied. Het wijkteam richt zich op sociale vraagstukken uit de wijk, zowel collectieve vragen voor de gehele wijk als individuele vragen, op elk denkbaar vlak dat te maken heeft met het woonklimaat zoals wonen, werk, zorg, vrije tijd, leefbaarheid, voorzieningenniveau enzovoorts. Ook wordt er binnen de welzijn gewerkt met bewonersteams waarin wijkbewoners zitting hebben om bijvoorbeeld vanuit de wijk subsidieaanvragen aangaande wijkactiviteiten te beoordelen en zelf zaken (zorgen) aanhangig te maken bij beleidsmakers van de gemeente.

## Politie
Bij de Nederlandse politie is een wijkteam de kleinste geografische eenheid. Deze zijn eind jaren tachtig, begin jaren negentig bij de meeste politiekorpsen ingevoerd om op deze wijze dichter bij de burger te staan. De grootte van een wijkteam en het verzorgingsgebied van een wijkteam kan sterk verschillen, maar in de grote steden bestaan wijkteams veelal uit 60 tot 100 politiemensen, aangevoerd door een wijkteamchef. Onder hem staan in sommige regio's de buurtagent. Deze sturen het team aan en zijn verantwoordelijk voor hun eigen buurt. Op een wijkteam wordt al het basispolitiewerk verricht, inclusief het recherchewerk. Meer wijkteams vormen een district.
Het invoeren van wijkteams bij de Nederlandse politie is voorgekomen uit het in 1978 verschenen rapport Politie in verandering. In dit rapport, geschreven door drie latere hoofdcommissarissen, werd geconstateerd dat de politie geen aansluiting meer had bij de maatschappij en organisatorisch te verkokerd was. Kleinschaliger gaan werken en generalisme in plaats van specialisme werden als antwoord op deze problematiek gezien en wijkteams als middel om dit te bereiken.